# Volutaria maroccana
Volutaria maroccana là một loài thực vật có hoa trong họ Cúc. Loài này được (Barratte & Murb.) Maire miêu tả khoa học đầu tiên năm 1934.